# 艾河
艾河（法語：Ay，法語發音：[ɛ]）是法国诺曼底大区芒什省的沿海河流，长32.6千米。